# Monachocrinus aotearoa
Monachocrinus aotearoa is een haarster uit de familie Bathycrinidae.
De wetenschappelijke naam van de soort werd in 1973 gepubliceerd door Donald George McKnight.